# Johann von Pfalz-Mosbach

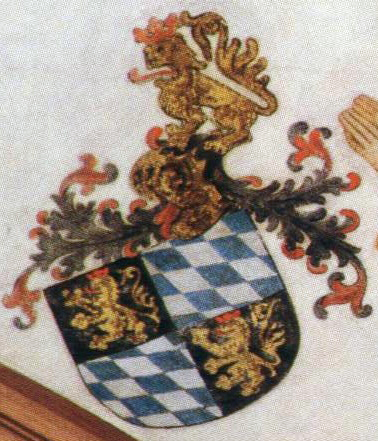
Familienwappen des Prinzen

Johann von Pfalz-Mosbach (* 1. August 1443; † 4. Oktober 1486 in Jerusalem) war ein Prinz aus dem Hause Wittelsbach und Dompropst zu Augsburg bzw. Regensburg.

## Abstammung
Johann wurde als jüngster Sohn des Pfalzgrafen Otto I. von Pfalz-Mosbach und seiner Gattin Johanna von Bayern-Landshut, Tochter Herzog Heinrichs des Reichen geboren. Er war somit ein Enkel von König Ruprecht und ein Neffe des Kurfürsten Ludwig III. von der Pfalz.

## Leben
Der ältere Bruder  Otto II. folgte seinem Vater in der Regierung als Herzog von Pfalz-Mosbach-Neumarkt nach. Johann wurde, wie die anderen nachgeborenen Söhne, für den geistlichen Stand bestimmt. Der Bruder Albrecht (1440–1506) amtierte als Bischof von Straßburg, der Bruder Ruprecht I. (1437–1465), als Bischof von Regensburg. Die Schwestern Dorothea von Pfalz-Mosbach (1439–1482), Anna von Pfalz-Mosbach (* 1441) und Barbara von Pfalz-Mosbach (1444–1486) lebten als Nonnen in den Klöstern Liebenau bzw. Himmelskron zu Worms.
Johann von Pfalz-Mosbach immatrikulierte sich am 15. Juli 1454 als Speyerer Domherr an der Universität Heidelberg, im Sommer des nächsten Jahres an der Universität Köln; 1459 studierte er in Pavia. Durch Tausch mit Graf Wilhelm von Nassau hatte der Prinz seit 21. Mai 1458 ein Kanonikat am Mainzer Dom inne, 1460 erscheint er zudem als Domherr in Regensburg und Eichstätt. Im Wintersemester 1466/67 studierte Johann von Pfalz-Mosbach an der Universität Freiburg im Breisgau, wo er in dieser Zeit auch als Rektor genannt wird. Johann Pfeffer, ein erfahrener Mann und Theologie-Ordinarius der Hochschule, unterstützte ihn während seiner Amtsperiode als Pro-Rektor. 1468 wurde Prinz Johann Domkanoniker in Augsburg, infolge Resignation dieser Stelle durch seinen Bruder Albrecht. Noch im gleichen Jahr wählte man Johann dort zum Dompropst. Zum 22. Juli 1469 gab er das Amt als Speyerer Domherr auf und überließ es seinem Verwandten Friedrich von Bayern (1461–1474), dem Sohn seines Cousins, Kurfürst  Friedrich I. von der Pfalz. 1472 wurde Prinz Johann auch Dompropst in Regensburg, außerdem Domherr in Bamberg. Letzteres Amt trat er 1474 seinem Bruder Albrecht ab.

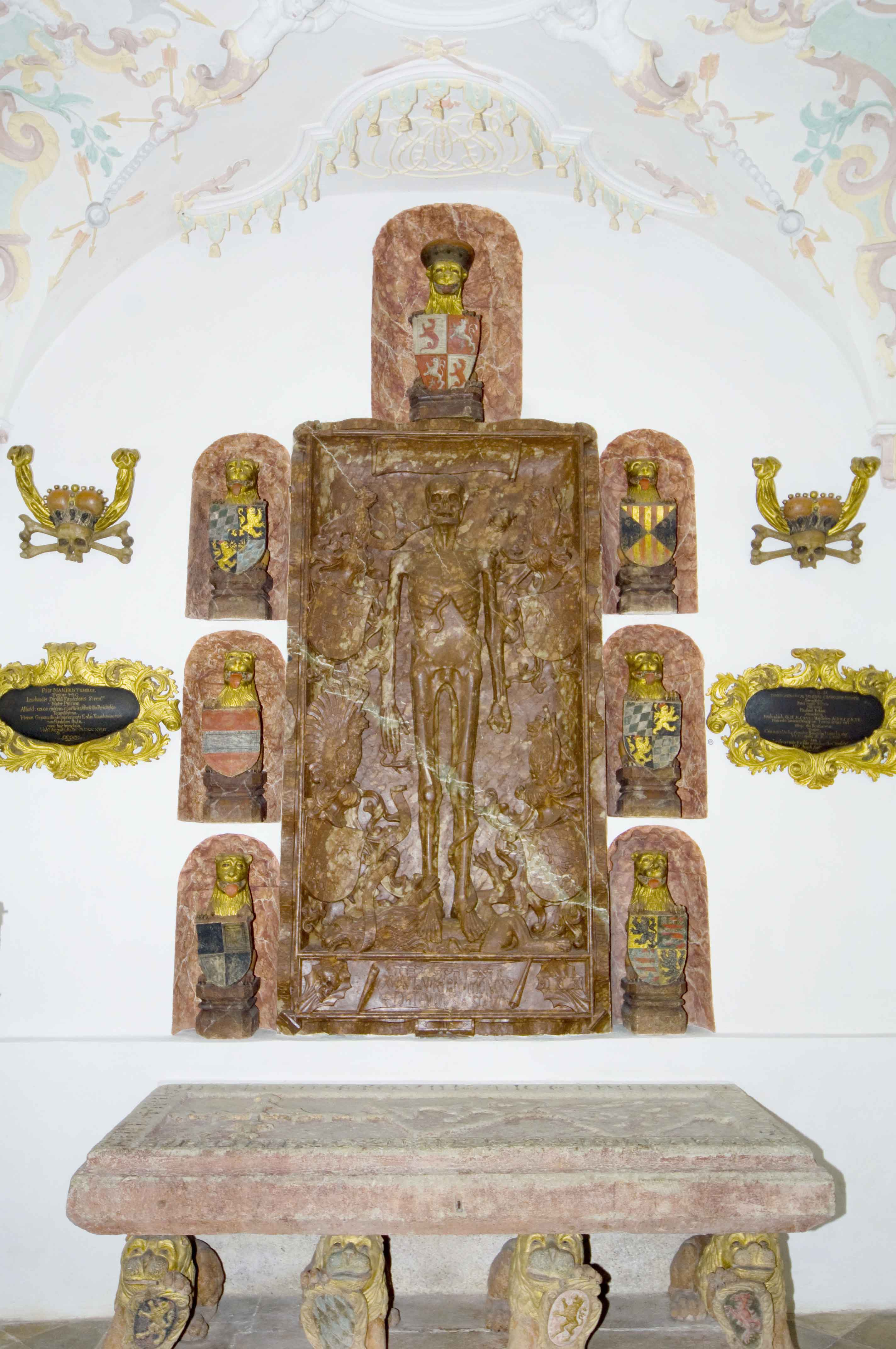
Epitaph in der Klosterkirche Reichenbach

Am 23. Februar 1486 starb der Augsburger Bischof Johann II. von Werdenberg auf dem Reichstag zu Frankfurt am Main. Sämtliche Linien des Hauses Wittelsbach machten sich dafür stark, dass Johann von Pfalz-Mosbach zu seinem Nachfolger gewählt werde. Mit einer großen Delegation kamen sie nach Augsburg und warben beim Domkapitel für ihren Verwandten. Auf Anraten des Kaisers und verschiedener anderer Fürsten wählte dieses am 21. März jedoch den frommen Straßburger Domdekan Friedrich von Zollern (1451–1505) zum neuen Bischof.
Enttäuscht und gekränkt wegen seiner Ablehnung verließ Johann von Pfalz-Mosbach die Stadt und begab sich sogleich auf eine Wallfahrt ins Heilige Land, wobei er nur seinen persönlichen Diener mitnahm. Von dort kehrte er nicht zurück, sondern starb am 4. Oktober 1486 in Jerusalem und wurde beigesetzt im Franziskanerkloster auf dem Sionsberg. Ein Erinnerungsepitaph mit Darstellung seines skelettierten Körpers, als Memento mori, befindet sich in der Kirche der ehemaligen Benediktinerabtei Reichenbach. Davor liegend ist die Grabplatte seines Vaters Otto I. platziert.
Sein Verwandter und Zeitgenosse (Sohn seiner Cousine Katharina von Lothringen) war der als Seliger verehrte Markgraf Bernhard von Baden.
Der Augsburger Handelsherr Martin Ketzel († 1507) widmete seinen Reisebericht „Ritterfart über mer gen Jerusalem und zu dem hayligen grab“, dem dort gestorbenen Johann von Pfalz-Mosbach.